# Konrad Knopp
Konrad Hermann Theodor Knopp (Berlim, 22 de julho de 1882 — 20 de abril de 1957) foi um matemático alemão.
Investigou limites generalizados e análise complexa.

## Família e formação escolar
Nasceu em Berlim, filho de Paul Knopp (1845–1904), negociante de produtos manufaturados, e Helene Ostertun (1857–1923). A cidade natal de seu pai, Neustettin, então pertencente à Alemanha, tornou-se território polonês após a Segunda Guerra Mundial e é atualmente denominada Szczecinek.